# هنري ك. كرايغ
هنري ك. كرايغ (بالإنجليزية: Henry K. Craig)‏ هو عسكري أمريكي، ولد في 7 مارس 1791 في Fort Pitt (Pennsylvania) ‏ في الولايات المتحدة، وتوفي في 7 ديسمبر 1869 في واشنطن العاصمة في الولايات المتحدة.